# ابراهیم سیسه (بازیکن فوتبال، زاده ۱۹۹۶)
ابراهیم سیسه (انگلیسی: Ibrahim Cissé؛ زادهٔ ۲ مهٔ ۱۹۹۶) بازیکن فوتبال اهل فرانسه است.